# 余永賢
余永賢（英語：Yu Wing-yin，1947年2月7日—），生於香港，廣東台山人。在皇仁書院及香港大學受教育，後留學美國俄勒岡大學及英國牛津大學，1973年獲俄勒岡大學頒授博士學位。曾在德國、法國、意大利、丹麥、新加坡、美國等地工作，範疇包括物理、科技政策、教育、行政管理、公共政策計畫。為2017特首參選人。

## 簡歷
余永賢在香港出生，1957年至1964年間入讀皇仁書院，1964年至1967年於香港大學修讀理學士課程，1967年至1972年負笈美國俄勒岡大學完成碩士學位，同期於同一所學府取得物理學博士頭銜。余永賢為香港應用科技研究院顧問，前德國比勒非爾德大學教授，澳門大學校長高级顧問，及澳門歐洲研究學會董事，亦曾為新加坡國立大學東亞研究所高级研究員，香港貿易發展局助理總經濟師，法國巴黎經濟合作與發展組織經濟師。自80年代起，余永賢多次出任聯合國教科文組織科技政策部顧問，協助發展中國家策劃科技政策。余永賢曾於香港大學物理系任教，亦曾在丹麥哥本哈根尼爾斯博爾研究院和美國芝加哥阿貢國立實驗所等國際實驗室進行物理研究。
余永賢是香港科技協進會前副會長，香港工程師學會友人院士，英聯邦科技管理聯盟創會會員及香港代表，香港建設管理交流中心創會董事。在七十年代，余永賢積極參與學生運動，成功爭取中文成為法定語文。
2012年2月2日，余永賢於中環四季酒店宣布參選2012年香港特別行政區行政長官選舉 。其後又在2017年2月5日宣佈參選2017年香港特別行政區行政長官選舉。

## 外部連結
- 2012年香港特別行政區行政長官選舉—余永賢競選網站
- 2017年香港特別行政區行政長官選舉